# Dangolsheim
Dangolsheim  (Dàngelse in alsaziano) è un comune francese di 705 abitanti situato nel dipartimento del Basso Reno nella regione del Grand Est. Si trova a 33 chilometri ad ovest del capoluogo della regione, Strasburgo.

## Società

### Evoluzione demografica
Abitanti censiti